# Киккерт, Конрад
Конрад Киккерт (нидерл. Conrad Kickert), полное имя Йохан Конрад Теодор Киккерт тот ден Эгмонд (нидерл. Johan Conrad Theodoor Kickert tot den Egmond; 23 ноября 1882 — 26 июня 1965) — нидерландский художник, искусствовед и коллекционер произведений искусства. С 1912 года он жил, в основном, в Париже.

## Биография
Конрад родился в ноябре 1882 года в Гааге в доме № 10 на Схолстрат. Отец — Корнелис Йоханнес Киккерт, мать — Анна Мария Маргарета Вигелиус. Кикерт был художником-самоучкой. Между 1903 и 1910 годами он работал в колониях художников в Домбурге вместе с Яном Торопом и в Бергене. Он стал одним из первых кубистов в Нидерландах. В 1910 году в Амстердаме вместе с Питом Мондрианом, Яном Слёйтерсом и Яном Туропом основал Центр современного искусства, стремясь «сотрясти голландское искусство». По словам Киккерта, голландское искусство отставало на пятьдесят лет от остальной Европы. В 1911, 1912 и 1913 годах, Центр современного искусства организовал ряд модернистских выставок в Городском музее Амстердама. Однако в 1912 году Кикерт переехал в Париж, где в предыдущие годы он посещал своего друга Лодевейка Схелфхаута. Вместе с Схелфхаутом и Мондрианом он снимал студию на Монпарнасе. Он был вхож в круги ведущих художников и выставлялся с такими мастерами, как Жорж Брак, Рауль Дюфи, Анри Матисс, Морис Утрилло, Кес ван Донген и Морис Вламинк.
Конрад Киккерт трижды участвовал в выставках общества русских авангардистов «Бубновый валет». В 1913 году на последовательных выставках в Москве и Петербурге Киккерт экспонировал две работы («Морской берег (эскиз)», «Этюд для картины»). В 1914 году в Москве он выставил четыре работы («La Baie», «Esquisse pour le chapeau Napoleon». «La Bretagne» и «La Baie se S-t Quirec»). Начавшаяся Первая мировая война прервала связи Киккерта с русским авангардом.
Во время Первой мировой войны он вернулся в Гаагу, но с 1919 года окончательно поселился во Франции, хотя регулярно посещал Нидерланды.
Начиная с двадцатых годов Киккерт стал отходить от модернизма и в конце концов переключился на более натуралистический стиль. В качестве темы он часто выбирал фигуры, пейзажи и натюрморты. Поскольку он часто продолжал работать у палитры с ножом вместо кисти, его работы сохраняли современный вид. Во Франции он был вполне успешен, но в Нидерландах его знали мало.
Конрад Киккерт скончался в 1965 году, в возрасте 82 лет. Некоторые из его работ можно увидеть в Муниципальном музее Гааги. Музей с множеством работ Киккерта был открыт в 2016 году в Сен-Жак-де-Бла в департаменте Канталь во Франции, там, где он жил во время Второй мировой войны.

## Адреса

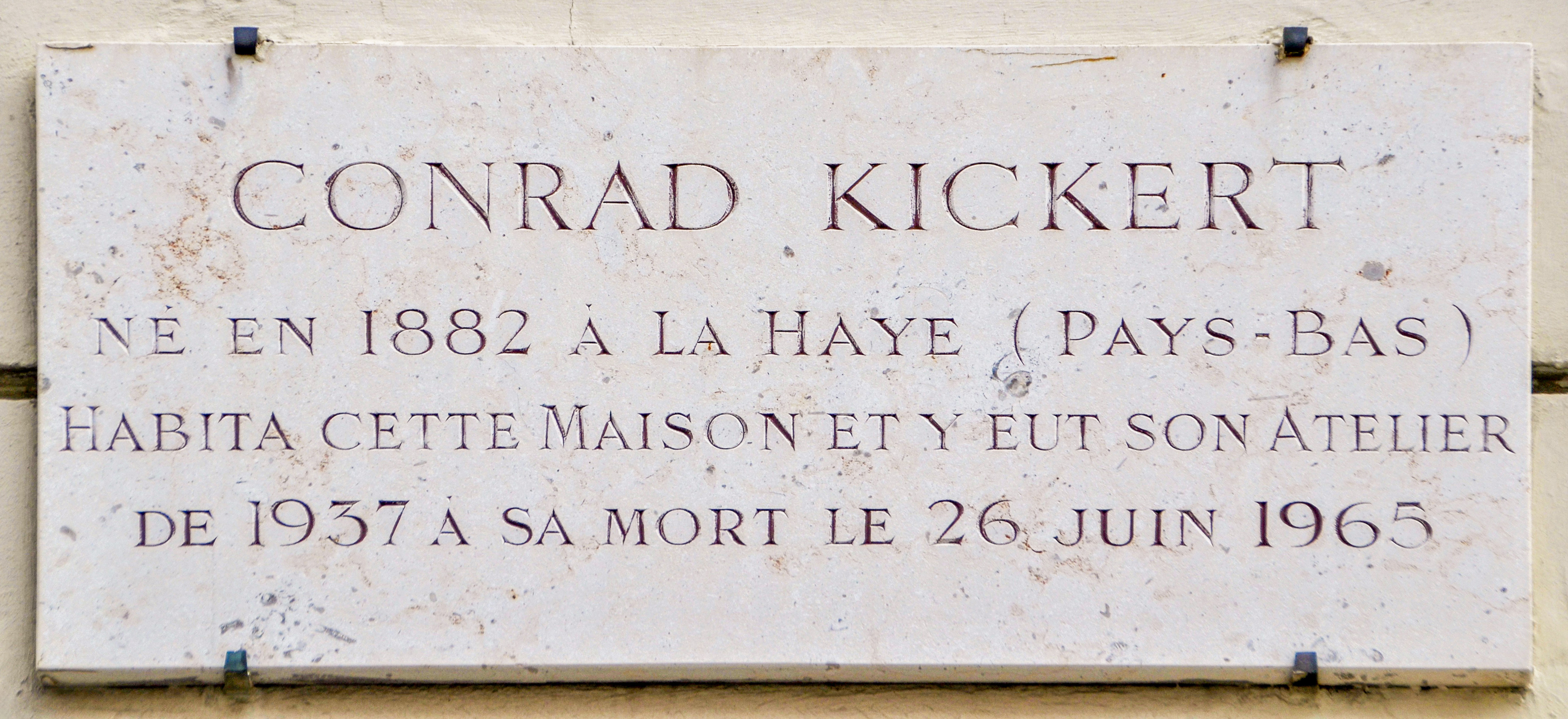
Памятная доска на улице Буассонад в Париже

- 1913 — Rue Denfert Rochereau, Paris[3].
- 1914—229 B-rd Raspail, Paris[3].
- 1937—1965 — 33 rue Boissonade, Paris 14